# 葉月七瀨
葉月七瀨（日语：葉月 七瀬，1994年3月22日—），出身於日本東京都，日本AV女優，於2012年3月於kawaii*出道。

## 简历
出身于東京都。
2012年3月，以kawaii*专属女優「山下優衣（やました ゆい）」身份初演AV。所属于Mine'S事务所。
2013年，改名为「乙葉七瀨（日语：乙葉ななせ、おとは ななせ）」。
2014年7月，参加世嘉游戏《如龙》发起的“性感女優人气投票”。同年8月24日，Niconico直播的「如龙特别节目 ～性感女优、男演出者发表会～」公布了投票结果，她获得48,641票，排在第27位，获得了《如龙0 誓言的场所》的出演资格。
2016年9月，因身体不适而暂时休业。
2017年1月31日，她开通了新的Twitter账号，随后发推文表示，自己已移籍T-POWERS并改名为「葉月七瀨」。
2019年2月21日，她在Twitter上宣布，3月22日发售的VR作品将成为她的引退作品，之后将举办活动结束自己的AV女优生涯。

## 出演作品

### 成人影片
2012年
- 新人！kawaii*専属デビュ→雪解け☆天然ぴゅあはーと (2012年3月25日、kawaii*)
- 優衣のドキドキ初体験 (2012年4月25日、kawaii*)
- バイト美少女☆萌コス5 (2012年5月25日、kawaii*)
- スキありっ！！ (2012年6月25日、kawaii*)
- 一途な彼女と気まぐれな彼氏 山下優衣 (2012年8月10日、プレステージ)
- 100％美少女 山下優衣 (2012年8月21日、プレステージ)
- AV女優とAV男優を二人っきりにしてみた。台本、演出、演技は一切ナシで！ 山下優衣 (2012年9月11日、プレステージ)
- スゴ～く！制服の似合う素敵な娘・MAX ゆい (2012年9月13日、オーロラ・プロジェクト)
- 連れコンお泊り大作戦！！ Vol.4 同じ大学仲良し3人 (2012年10月20日、プレステージ (アダルトビデオ)|プレステージ)
- 放課後わりきりバイト37 (2012年11月9日、S級素人)

### 寫真影片
- 独占！/山下優衣 (2012年8月23日)